# Melo (Lembe-Yezoum)
Pour les articles homonymes, voir Melo (homonymie).
Melo est un village du Cameroun, situé dans l'arrondissement (commune) de Lembe-Yezoum, le département de la Haute-Sanaga et la région du Centre.

## Population
En 1963, Melo comptait 186 habitants, principalement des yezoum. Lors du recensement de 2005, on y a dénombré 159 personnes.